# عصفور أزرق شرقي
العصفور الأزرق الشرقي عصفور يعيش في الغابات المفتوحة والأراضي الزراعية والبساتين،يبلغ طوله من 16–21 سم، تضع الأنثى من 3 إلى 7 بيضات، يتغذى على الحشرات واللافقاريات الأخرى حيث يفضل الجنادب والصراصير والخنافس، وهي طيور اجتماعية جدا. في بعض الأحيان تتجمع في أسراب من مئة أو أكثر